# Astropecten sarasinorum
Astropecten sarasinorum är en sjöstjärneart som beskrevs av Doderlein 1917. Astropecten sarasinorum ingår i släktet Astropecten och familjen kamsjöstjärnor. Inga underarter finns listade i Catalogue of Life.